# オリバー・ハザード・ペリー級ミサイルフリゲート
オリバー・ハザード・ペリー級ミサイルフリゲート（英語: Oliver Hazard Perry-class missile frigate) は、アメリカ海軍のミサイルフリゲートの艦級。対潜戦とともに防空も重視した新しいフリゲートとして、1973年度から1984年度にかけて51隻が建造された。基本計画番号はSCN-207/2081。
2006年の「サンプソン」（アーレイ・バーク級ミサイル駆逐艦52番艦）の進水まで、第二次世界大戦後のアメリカ海軍の水上戦闘艦としては最多の建造数を誇っていた。

## 概要
本級は、アメリカ海軍が船団護衛や低脅威海域の哨戒を主任務として、SCB261計画により、1970年代から1980年代にかけて開発・建造したフリゲートである。
低コストを目標としながらも、多用途ヘリコプター2機と戦術曳航ソナーを搭載し、また長射程のスタンダード艦隊防空ミサイルを装備するなど、決して「安物」ではない戦闘能力を備えている。さらには、スターク被弾事件においては2発のエグゾセ対艦ミサイルを被弾しながらも、応急修理ののち自力でのアメリカ本土帰還に成功するなど、抗堪性も優れている。このため、オーストラリア海軍やスペイン海軍、台湾海軍などは自国でライセンス建造を行い、さらにはアメリカ海軍の退役艦を購入する国も後を絶たない。
イージス艦全盛のアメリカ海軍水上戦闘艦勢力のなかにあって、ペリー級の戦闘能力は取るに足らないものではあったが、運用コストが安い上に小回りが効き、ヘリコプターも搭載していることから、海上治安活動などの戦争以外の軍事作戦（MOOTW）に多く充当されて活躍した。このために、当初予想されたよりも退役のペースは落ちたものの、2015年までにアメリカ海軍の所属艦はすべて退役し、運用を終了した。

## 来歴
アメリカ海軍では、戦後第二世代の航洋護衛艦（DE）の嚆矢として、1960年度でブロンシュタイン級（SCB-199）が建造され、1961年度よりガーシア級（SCB-199A）と、順次に拡大強化が図られていき、1964年度から建造されたノックス級（SCB-199C）において一応の完成を見た。特にノックス級は1967年度までに46隻が建造され、対潜掃討群や護衛艦部隊の中核戦力として活躍した。
一方、これらの動きと並行して、1962年より新型対潜駆逐艦としてのシーホーク計画艦（SCB-239）の検討が着手されており、1966年からはDX/DXG計画艦として仕切り直されていた。これはアレン・M・サムナー級、ギアリング級など、艦隊再建近代化計画（FRAM）改修を受けた大戦型駆逐艦の更新用として見込まれており、最終的にスプルーアンス級として結実することになる。しかし1970年に海軍作戦部長に就任したズムウォルト大将は、DX計画艦でFRAM艦全てを更新することは困難として、「コスト重視の設計」を掲げて、より安価なパトロール・フリゲート（PF）によって補完するハイ・ロー・ミックス (High Low Mix) コンセプトの導入を模索しはじめた。
当初は対潜特化のASW型と、最低限の対潜戦能力とともに艦隊防空能力も備えたAAW型の組み合わせが検討されていたが、検討の過程で、AAW型の対潜戦能力を強化するかたちで一本化された。DX/DXG計画は国防長官府 (OSD) 主導で進められていたのに対して、この新PFでは海軍が主導権を取り戻し、ズムウォルト海軍作戦部長の腹心の部下であるプライス中将の指導下で、海軍艦船技術センター（NAVSEC; NAVSEAの前身組織）がフィジビリティスタディを進めた。中将の名前から、設計は"Design-to-Price"とあだ名された。その後、造船所の支援を受けて、NAVSECにおいて艦船システム設計（SSD）が進められた。これは従来の契約設計に代わる包括的な設計であった。
1971年12月、各造船所に対して技術提案要請（RFP）が出され、1972年12月にはバス造船所がSSD支援契約を獲得し、続いて1973年7月には詳細設計・建造の契約を獲得した。なお本級では、1番艦と2番艦の建造間隔を2年開け、2番艦以降は1番艦の建造で得たノウハウをもとに、様々な問題点や改善点を把握した上で建造が行えるように計画された。また各造船所における能力の違いを考慮し、基本的な設計は指定するも、ある程度自由な設計も行えるよう配慮された。
なお、上記の通り、当初は従来の航洋護衛艦（DE）とは区別して、タコマ級以来途絶えていたパトロール・フリゲート（PF）と類別される予定であったが、1975年の艦種再編に伴って、ミサイルフリゲート（FFG）に変更された。

## 設計

### 船体

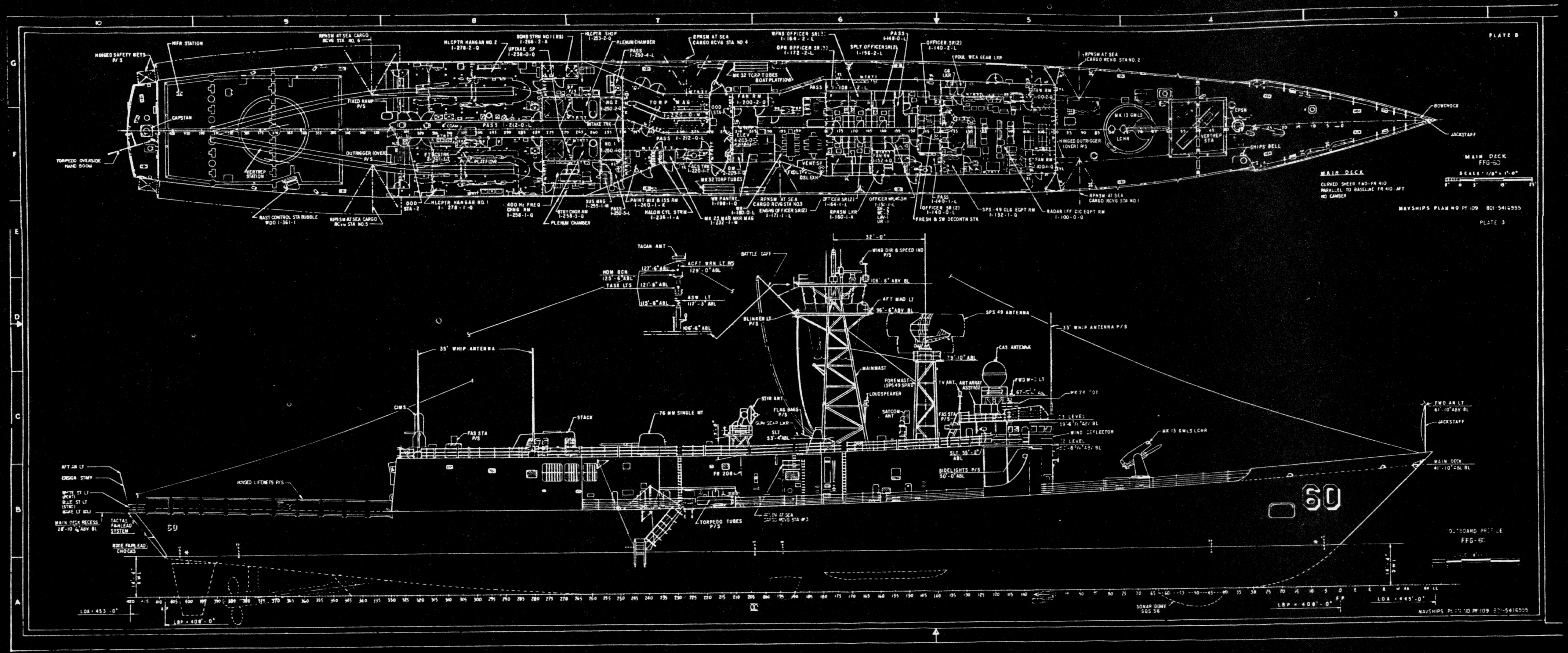
「ロドニー・M・デイヴィス」の青図。

当初、ノックス級やハミルトン級カッターの船体設計を流用することも検討されたものの、結局、遮浪甲板型の船体が新規に設計された。上部構造物は、従来までのアメリカ海軍艦船のように艦橋や煙突などがそれぞれ独立しておらず、艦橋から煙突、後部に備えたヘリコプター格納庫まで艦の前後にわたってほぼ一体化され、実に艦の全長の50％を占めている。これは空母戦闘群（現 空母打撃群）に随伴して長期間の航海を行うために居住性を向上させたためと各種物品倉庫を大型化したためで、これまでの平甲板型の小型の駆逐艦やフリゲートで問題とされていた点を考慮したものである。なお戦闘指揮所（CIC）も、02甲板に位置する艦橋との往来を重視して、その斜め後方、上部構造物内の01甲板レベルに配置されている。
排水量低減のため、上部構造物を中心にアルミニウム合金が多用されており、これが抗堪性において欠点になっているとの指摘もある。また排水量低減を重視するあまり、アルミ合金や高張力鋼（HY80）など高価な素材を多用したために、逆に船価の上昇に繋がっている面もあった。ただしバイタルパートにはある程度の装甲措置が導入されており、弾庫区画には19mmのアルミニウム合金装甲、主機関管制室上には16mm鋼板装甲、主要な電子・指揮区画には19mmのケブラー・プラスチック装甲が施されている。
前任のノックス級が凌波性に問題を抱えていた反省から、艦橋前面の上甲板にミサイル発射機を装備した関係もあって、艦首は甲板が波をかぶらないよう長く前に伸び、さらに波除けに大きなブルワーク（甲板外側防壁、艦首の1段上がっている部分）が装備されている。このため、艦首部分はソナーを艦首装備とした艦のように鋭く尖っており、乗員からは、マグロ漁船からの連想で“tuna bow”と称されている。またSH-60ヘリコプターの搭載に伴い、航空運用能力向上のため、FY79以降の計画で建造された艦には2.36メートル長のフィンスタビライザーが装備されており、それ以前の建造艦にも1982年よりバックフィットされた。
なお、#艦載機運用能力強化のため、「ブーン」は艦尾側船体を8フィート (2.4 m)延長するよう設計変更して建造された。この改修は、トランサムを45度まで後傾させることで行われており、排水量も増加しているが、水線長は変更されていない。「アンダーウッド」以降の全艦がこの仕様で建造されており、また既に建造・就役していた艦の一部もこの仕様に準じて改修されている（#同型艦参照）。

### 機関

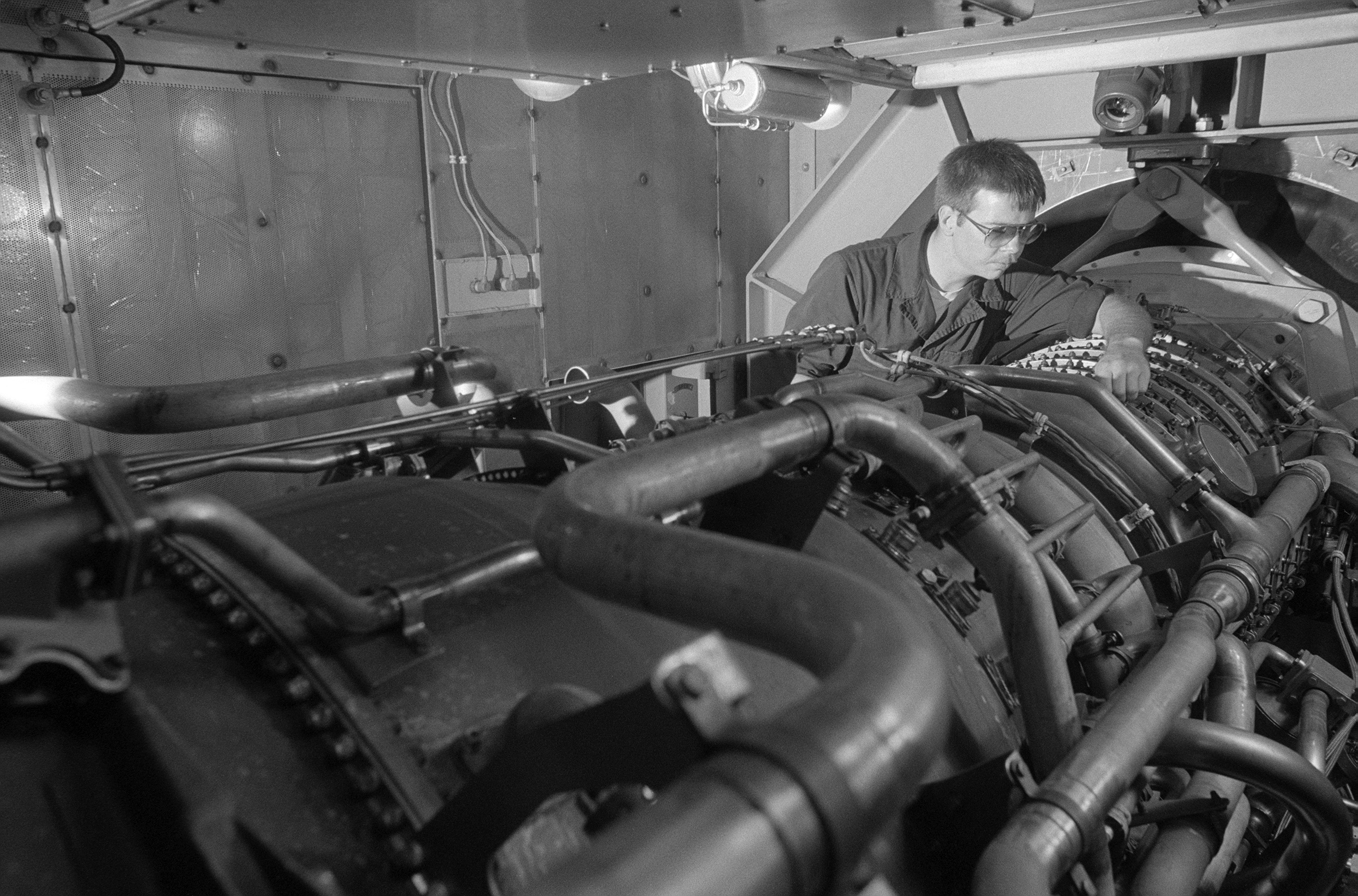
LM2500ガスタービンエンジン

主機関としては、スプルーアンス級と同じLM2500ガスタービンエンジンによるCOGAG構成を採用しており、2基のLM2500からの出力をSSSクラッチ付の歯車式減速機を介して1軸にまとめて、推進器を駆動する。推進器としては、直径5.03メートル、5翅の可変ピッチ・プロペラ（CPP）が用いられる。スプルーアンス級では、計4基のLM2500を両舷の2軸に2基ずつ配して駆動していたことから、本級ではその1軸分を搭載している形になっており、機械室も1室構成とされている。なお本級の計画速力は最大28.5ノットであるが、LM2500×1基でも最大25ノットの速力発揮が可能とされている。また何隻かの艦は、海上公試で36ノットに達する最大速力を記録している。
また抗堪性を持たせるため補助推進装置として艦橋下付近に引き込み式のアジマススラスター (各325馬力) 2基を装備し、スクリューまたは舵が破損した場合にはそれによって推進（最大6ノット）と操舵を行う。このポッドは360度自由旋回できるため、低速時の操舵にも使用できる。本級の48番艦「サミュエル・B・ロバーツ」は1988年4月14日、アーネスト・ウィル作戦に従事してペルシャ湾にてタンカーを護衛中に触雷、機関室が浸水して機能を喪失したが、この補助推進によって、バーレーン港に独力で帰還することに成功した。
なお電源としては、ディーゼルエンジンを原動機とする出力1,000キロワットの発電機4基を搭載している。

## 装備

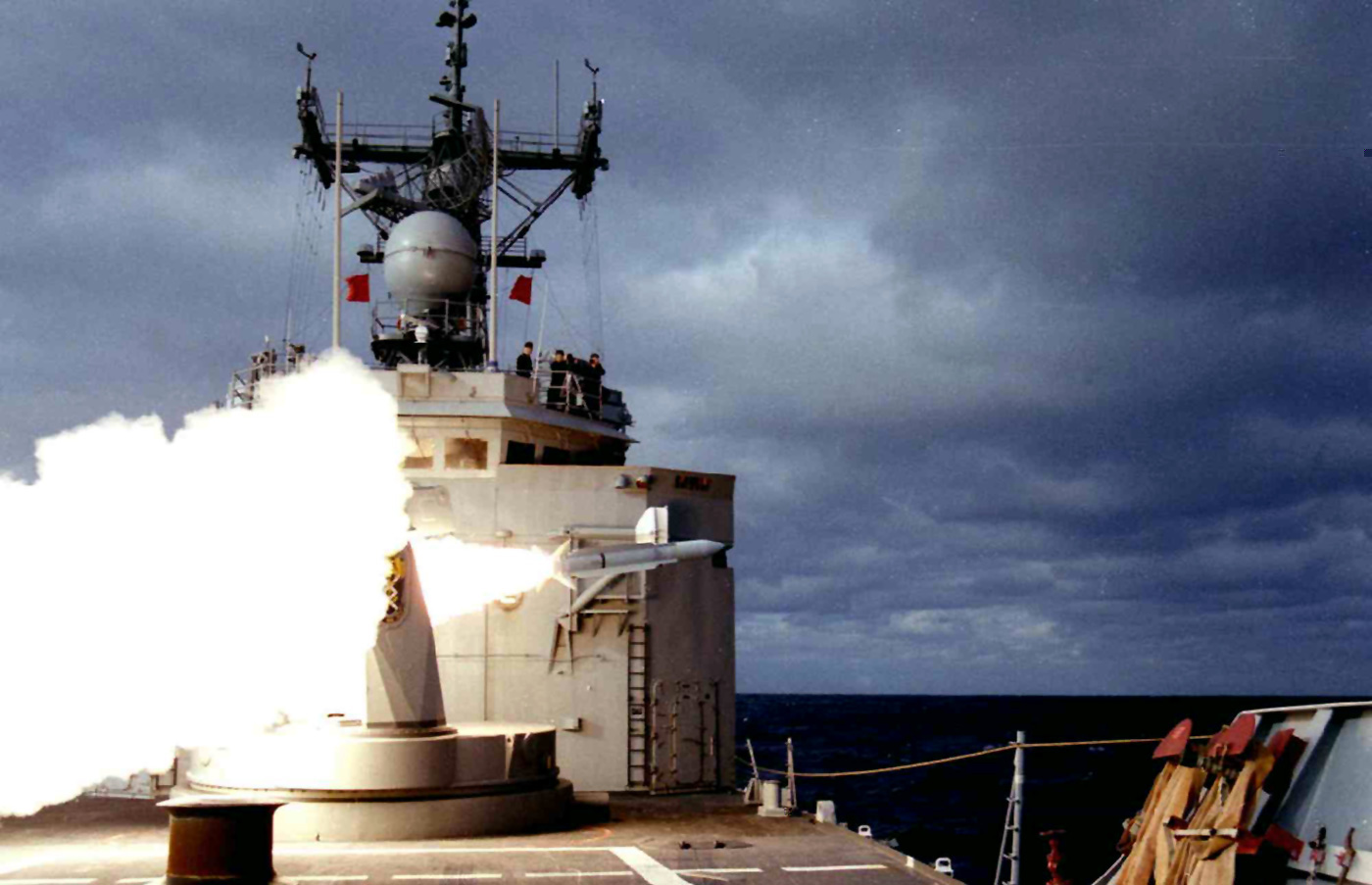
Mk 13発射機から発射されるSM-1 スタンダードSAM

開発に当たって策定されたペリー級の戦闘のコンセプトは、以下のとおりであった。
1. 対艦ミサイル装備のソ連潜水艦に対し、自艦装備の戦術曳航ソナーにより遠距離で探知して、ミサイルの発射以前にLAMPSによって位置を局限・撃破する。
2. 能力限定型ターターシステム、簡易型海軍戦術情報システムによる、フリゲートとしては十分に強力な防空戦闘能力により、船団に対して対空援護を提供する。

また本級は継続的に装備の更新を図りつつ建造されており、4つのフライトと最終艦に大別される。
フライトI/II
1973～8年度計画艦 - FFG-7～34
フライトIII
1979年・1980年度計画艦 - FFG-36～49
フライトIV
1981～3年度計画艦 - FFG-50～60
イングラハム（FFG-61）
1984年度計画艦

### C4I

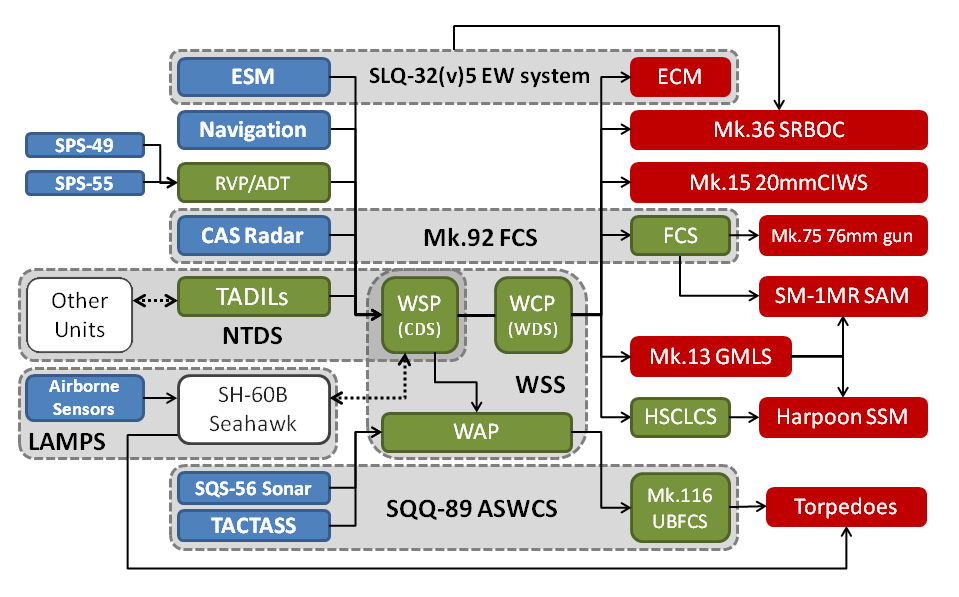
戦闘システムの図解

上記の通り、本級搭載の戦術情報処理装置は「簡易型」と位置づけられていたことから、通常の海軍戦術情報システム（NTDS）に対してJTDS（Junior Tactical Data System）として区別されたが、後にWSSと改称された。
最初期のフライトI・IIの艦では、電子計算機として1ベイのAN/UYK-7（メモリサイズ16キロワード）2基を搭載し、指揮管制を担当する武器支援処理装置（Weapon Support Processor, WSP）および武器管制を担当する武器管制処理装置（Weapon Control Processor, WCP）として配した。コンソールとしては、WSPと連接されるCDSコンソールとしてOJ-194/UYA-4ワークステーション4基とOJ-197/UYA-4ワークステーション2基、またWCPと連接される武器管制コンソール2基を備えていた。戦術データ・リンクは受信専用のリンク 14であった。
フライトIIIではAN/UYK-7電子計算機のメモリサイズを96キロワードに拡張するとともに、対潜戦用のWAP（Weapon Alternate support Processor）が追加された。またこれらの情報処理機能の強化とともに、リンク 11の送受信に対応したほか、AN/SLQ-32電波探知装置がシステムに連接された。またフライトIVではWAP/LAMPSやリンク 11の機能強化が図られたほか、最終艦「イングラハム」ではWSP・WAPをAN/UYK-43に更新した。
また1999年までに、本級のうち11隻（FFG-47, 48, 50-55, 57, 59, 61）に対してRAIDS（Rapid Anti-Ship Cruise Missile Integrated Defense System）が実装された。これはファランクスCIWSの火器管制レーダーとAN/SLQ-32電波探知装置からの情報を、COTS化されたコンピュータを介して、艦の戦闘システムに統合するものであった。

### 対空・対水上戦
レーダーとしては、当初は他のミサイル艦と同様にAN/SPS-52を搭載することも検討されたが、トレードオフ開発の結果、2次元式のAN/SPS-49のみとなった。これにより、本級は、アメリカ海軍のミサイル艦として唯一、3次元レーダーなどの高角測定手段を備えない艦級となった。当初は(V)4が搭載されていたが、最終艦「イングラハム」では(V)5とされ、これ以前の建造艦の一部にもバックフィットされた。
コンセプト開発で決定されたように、本級は能力限定型ターター・システムを装備する。その射撃指揮装置としては、もともとはMk.87（シグナール社製M22のライセンス生産版）にSTIR追尾レーダー（separate target illumination radar）を連接して搭載する予定とされており、またこれが頓挫した場合はターター-C・システムの搭載が予定されていた。結局、M22の改良型にあたるWM28をライセンス生産したMk.92 mod.2が搭載された。WM28シリーズの特徴となっていた卵型レドームを備えたCAS（Combined Antenna System）のほか、別体のSTIR追尾レーダーとしてAN/SPG-60の改良型が連接された。同時に4目標を追尾できる。また最終艦「イングラハム」では、CORT（Coherent Receiver Transmitter）を適用して低空目標への対処能力などを強化したmod.6に更新され、これ以前の建造艦の一部にもバックフィットされた。
艦対空ミサイル（SAM）の発射機としては、計画当初は連装のMk.26が検討されていたが、後にアスロック対潜ミサイルの搭載要求が削除されると、よりコンパクトなMk.13に変更された。ここから発射されるミサイルとしてはSM-1MRが用いられた。その後、SM-1MRは2003年度にアメリカ海軍から退役したことから、Mk.13発射機も順次に撤去され、2009年9月より、撤去跡には遠隔操作式の87口径25mm単装機銃（Mk.38 mod.2）が搭載された。ただしオーストラリア海軍のアデレード級などでは、Mk.92をmod.12にアップデートし、SAMをSM-2MRに更新している。
艦砲としては、計画当初は90口径35mm機銃が検討されていたが、近距離での高速戦闘艇との交戦も考慮して、結局、62口径76mm単装速射砲（Mk.75 3インチ砲）が搭載された。これはイタリアのオート・メラーラ社製の76mmコンパット砲のライセンス生産版であった。これにより、本級は、1960年代以降に建造されたアメリカ海軍の水上戦闘艦としては唯一5インチ砲を搭載しない艦級となった。当初計画の名残もあり、砲の装備位置は、通常ありがちな艦首・艦尾甲板ではなく、艦体の中央部、上部構造物上とされている。また対艦兵器としては、Mk.13からハープーン艦対艦ミサイルを発射することができた。
1988年より、Mk.15ファランクス 20mmCIWSが順次に搭載され、1990年代後半よりブロック1に更新された。また2005年までに、当時アメリカ海軍で運用されていた艦ではブロック1Bにアップデートされた。このほか、1990年・1991年のクウェート侵攻から湾岸戦争を受けて、一部の艦に対し、小型の高速戦闘艇に対処するためのMk.38 25mm単装機銃や12.7mm単装機銃、7.62mm汎用機関銃などを搭載する改修が行われ、これは後に大部分の艦に適用された。

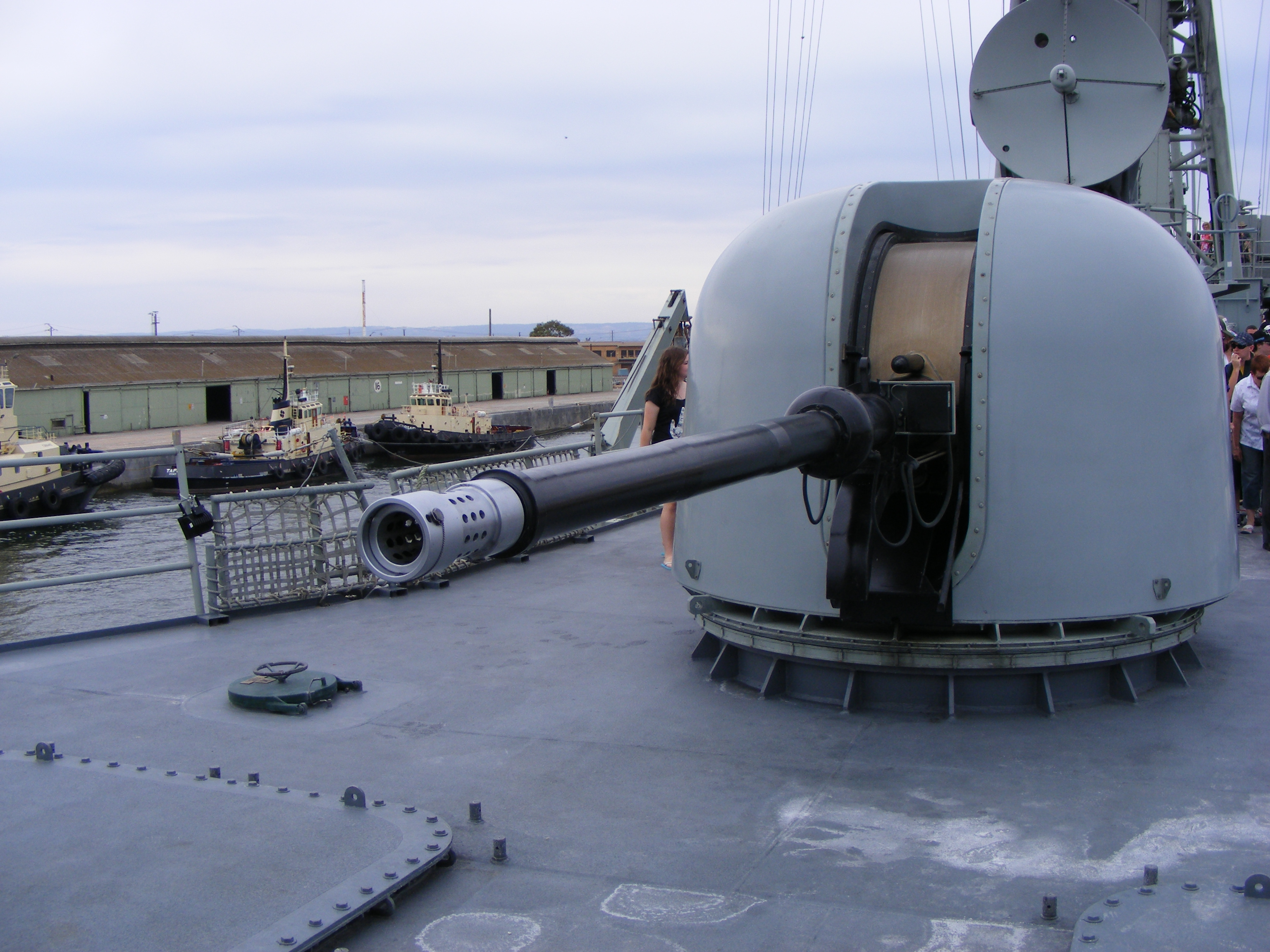
上部構造物上の76mm単装砲
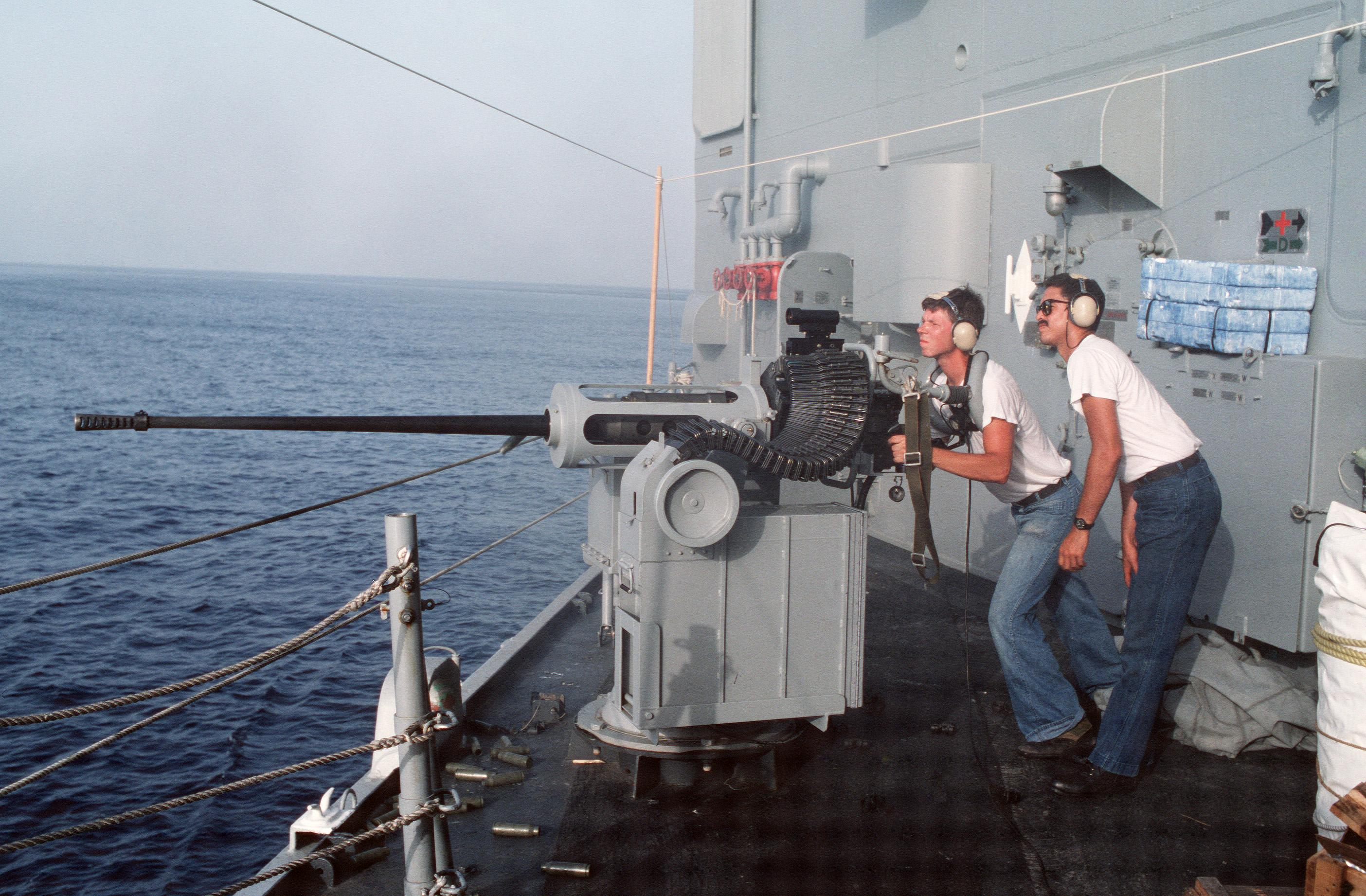
上甲板舷側に装備される25mm機銃

### 対潜戦

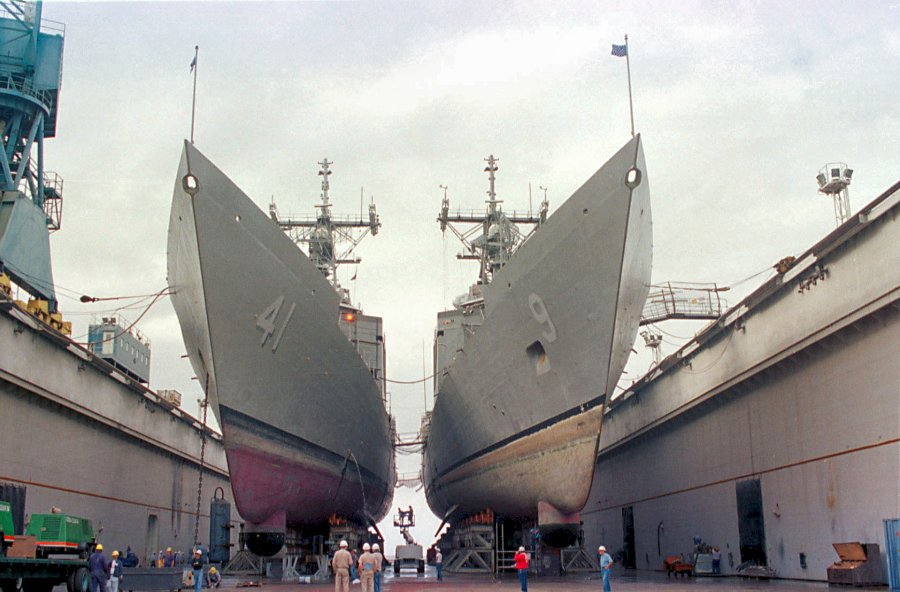
乾ドックに入ったペリー級。艦首のSQS-56ソナー・ドームが見える。

従来のアメリカ海軍の護衛駆逐艦は、低周波のAN/SQS-26探信儀とアスロック対潜ミサイルを組み合わせて搭載してきた。しかし新PF計画の初期段階で、既に艦隊には十分数のAN/SQS-26が配備されており、新しい戦術曳航ソナー（TACTASS）による遠距離探知能力を加味すると、このように強力・高価な船体装備ソナーの搭載は不要との判断が下された。またDX計画での検討を踏まえて、本級には哨戒ヘリコプターを用いたLAMPSの搭載が予定されていたが、この検討において、従来のAN/SQS-26探信儀とLAMPSを搭載した艦では、アスロックはごく補完的な役割しか果たしていないことが判明した。
このことから本級では、アスロック対潜ミサイルを省き、探信儀も従来より高周波で簡便安価なものとして、遠距離での戦闘はTACTASSとLAMPSに多くを依存する運用構想となった。探信儀としては、以前用いられていたAN/SQS-23（5 kHz級）を改良したAN/SQQ-23が検討されたが、結局、更に周波数が高いAN/SQS-56（7 kHz級）が採用された。これにより、おそらく600トンの排水量削減を実現したものと考えられている。ただし将来的にAN/SQS-23級の探信儀に換装できるよう、所定の強度が確保された。なお、アメリカ海軍と同様にAN/SQS-23を運用していた海上自衛隊では、カタログスペックで期待されたような長距離探知が少ない一方、低周波ゆえに分解能が低く、探知が不安定なこともあり、ソナー探知距離内に存在する潜水艦を探知できないままに攻撃を受ける「スリップ」と称される戦術事象が問題になっていたことから、本級に範をとって、遠距離探知性能は妥協しつつ探知の確実性を高めるよう方針転換し、OQS-4を装備化している。
また遠距離探知をTACTASSに委任したことにより、自艦の水中放射雑音の低減がそこまで厳格でなくなったことから、ディーゼル発電機を採用できるなど、設計の自由度が向上するという副産物もあった。AN/SQR-19 TACTASSは、開発の遅延から初期建造艦では後日装備となったが、フライトIIIより搭載が開始された。また、その遠距離探知性能を活用するため、29番艦よりAN/SQQ-89(V)2統合対潜システムが実装された。これは対潜戦のパッシブ化に対応して、曳航ソナーとソノブイの音響信号処理を統合するものであったが、スプルーアンス級などで搭載されたバージョンとは異なり、本級のシステムでは、探信儀の音響信号処理や水中攻撃指揮機能は統合されなかった。初期建造艦でも、LAMPS Mk.IIIの運用に対応して改修された艦では、AN/SQR-19とともにAN/SQQ-89(V)2を搭載する予定であったが、AN/SQQ-89の開発遅延のために、漸進的な施策として、AN/SQR-18 TACTASSとAN/SQR-17ソノブイ情報処理装置のみを搭載した艦も多かった。なお、のちに一部の艦ではAN/SQQ-89を(V)10にアップデートしたほか、AN/SQS-56にキングフィッシャー機雷探知改修を施した艦もある。
このようなコンセプト開発の結果、艦固有の対潜兵器は、324mm3連装短魚雷発射管のみとなった。この短魚雷発射管およびLAMPSヘリコプター用として、Mk.46またはMk.50が24発搭載された。

### 電子戦
竣工当初は、従来のDEと同様、電子戦支援（ESM）機能しかもたないAN/SLQ-32(V)2電波探知装置を搭載していた。当初は艦の戦闘システムと連接されていなかったが、フライトIIIより連接されるようになった。
また1987年10月より、電子攻撃（ECM）機能を備えたAN/SLQ-32(V)5電波探知妨害装置へのアップデートが開始された。これは別体のサイドキック電波妨害装置を搭載・連接するもので、スターク被弾事件で適切な電子戦的対応が行えなかったことへの反省を受けた施策であった。このサイドキック電波妨害装置は、AN/SLQ-32(V)3電波探知妨害装置のECM部分と同様の機能だが、送信出力はやや低いものであった。数年前に台湾向けに開発したものを発展させて開発されたことから、発注からわずか3ヶ月後から配備に入った。
デコイ発射機としては、19番艦（FFG-27）よりMk 36 SRBOCが標準装備となり、これ以前の建造艦にもバックフィットされた。また一部の艦では、新型のNULKAアクティブデコイのためのMk.53連装発射機も搭載された。

### 艦載機

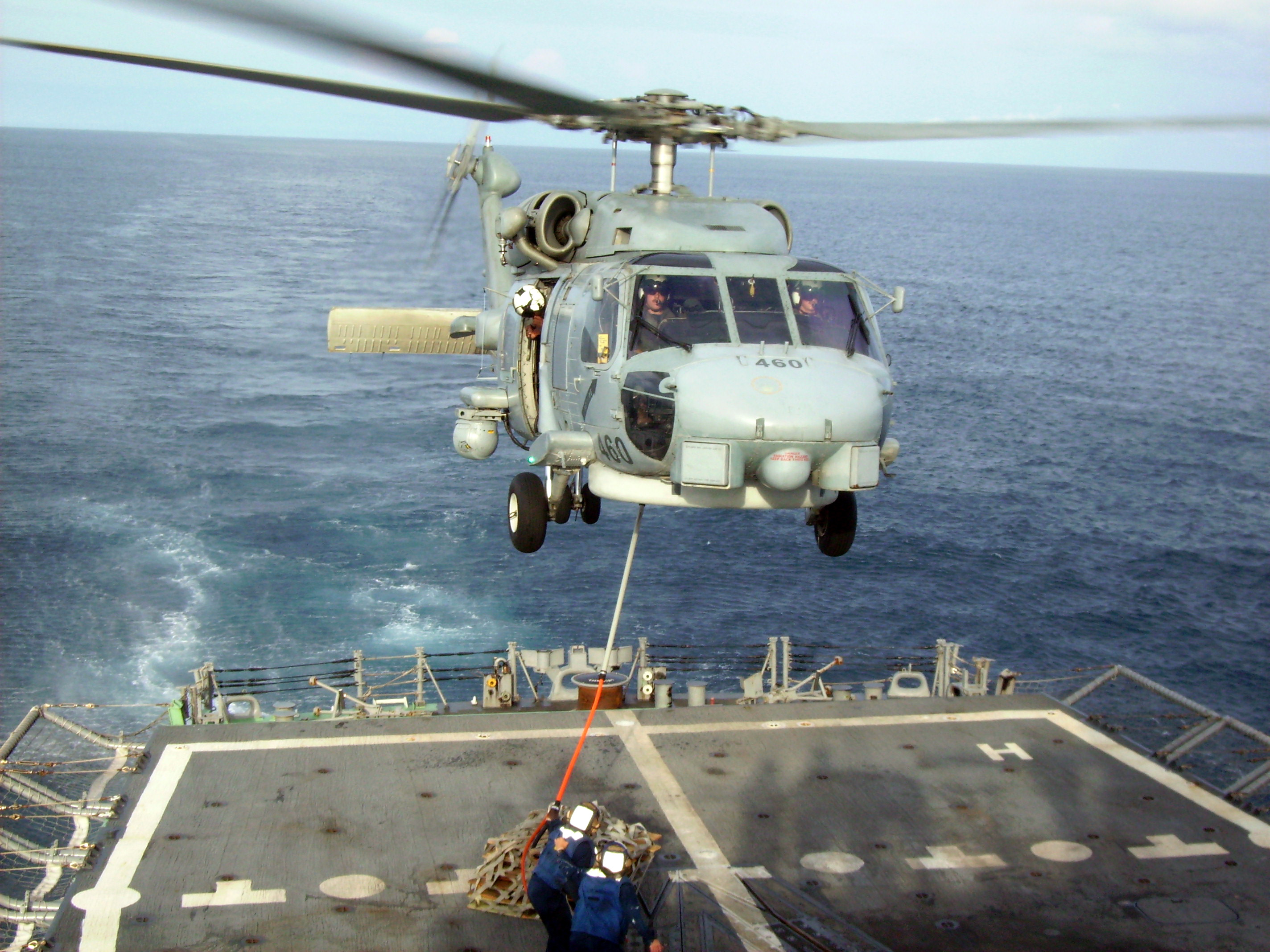
補給物資輸送中の「ロバート・G・ブラッドレイ」搭載機

1971年11月の決定に基づき、本級は2機のLAMPSヘリコプターを搭載するものとされた。初期建造艦では、従来のDEと同じくSH-2を用いたLAMPS Mk.Iが搭載されていた。
その後、大型で強力なSH-60Bを使用するLAMPS Mk.IIIが搭載されることになり、まず2番艦「マッキナニー」がLAMPS Mk.IIIのテストベッドとして改修され、1981年2月に再竣工した。この改修では、上記の通りにヘリコプター甲板を艦尾側に延長し、ヘリコプター運用支援設備（RAST）が装備されている。フライトIII以降の艦はいずれもこの仕様で建造されたほか、これ以前の建造艦の一部でも同様の改修が行われた。
なおLAMPS Mk I搭載の短船体型でも格納庫は2機分が確保されているが、実際には航空艤装の制約上、通常は1機のみの搭載・運用となっていた。

## 同型艦

### アメリカ国内で建造された艦
| アメリカ海軍 | アメリカ海軍 | アメリカ海軍                                              | アメリカ海軍             | アメリカ海軍 | アメリカ海軍 | アメリカ海軍    | 退役/再就役後                    | 退役/再就役後                    | 退役/再就役後                                            | 退役/再就役後                    | 退役/再就役後                    | 退役/再就役後                    | 退役/再就役後 |
| 船体         | #            | 艦名                                                      | 建造所                   | 起工         | 就役         | 退役            | 再就役先                         | #                                | 艦名                                                     | 就役                             | 退役                             | その後                           | リンク        |
| ------------ | ------------ | --------------------------------------------------------- | ------------------------ | ------------ | ------------ | --------------- | -------------------------------- | -------------------------------- | -------------------------------------------------------- | -------------------------------- | -------------------------------- | -------------------------------- | ------------- |
| 短           | FFG-7        | オリバー・ハザード・ペリー USS Oliver Hazard Perry        | バス鉄工所               | 1975年 6月   | 1977年 12月  | 1997年 2月20日  | スクラップとして廃棄             | スクラップとして廃棄             | スクラップとして廃棄                                     | スクラップとして廃棄             | スクラップとして廃棄             | スクラップとして廃棄             |               |
| 長           | FFG-8        | マッキナニー USS McInerney                                | バス鉄工所               | 1978年 1月   | 1979年 11月  | 2010年 8月31日  | パキスタン                       | F-260                            | アラムジル（Alamgir）                                    | 2010年 8月31日                   |                                  |                                  |               |
| 短           | FFG-9        | ワズワース USS Wadsworth                                  | トッド造船所, サンペドロ | 1977年 7月   | 1980年 4月   | 2002年 6月      | ポーランド                       | 273                              | ゲネラウ・タデウシュ・コシチュシュコ Gen. T. Kos'ciuszko | 2002年 6月                       |                                  |                                  |               |
| 短           | FFG-10       | ダンカン USS Duncan                                       | トッド造船所, シアトル   | 1977年 4月   | 1980年 5月   | 1994年 12月     | トルコ                           | 船体部品として                   | 船体部品として                                           | 船体部品として                   | 船体部品として                   | 2017年4月 実艦的として海没処分   |               |
| 短           | FFG-11       | クラーク USS Clark                                        | バス鉄工所               | 1978年 7月   | 1980年 5月   | 2000年 3月      | ポーランド                       | 272                              | ゲネラウ・カジミェシュ・プワスキ Gen. K. Pulaski         | 2000年3月                        |                                  |                                  |               |
| 短           | FFG-12       | ジョージ・フィリップ USS George Philip                    | トッド造船所, サンペドロ | 1977年 12月  | 1980年 10月  | 2003年 3月      | スクラップとして廃棄             | スクラップとして廃棄             | スクラップとして廃棄                                     | スクラップとして廃棄             | スクラップとして廃棄             | スクラップとして廃棄             |               |
| 短           | FFG-13       | サミュエル・エリオット・モリソン USS Samuel Eliot Morison | バス鉄工所               | 1978年 12月  | 1980年 10月  | 2002年 4月      | トルコ                           | F 496                            | ゴコーヴァ Gokova                                        | 2002年 4月                       |                                  |                                  |               |
| 短           | FFG-14       | サイズ USS Sides                                          | トッド造船所, サンペドロ | 1978年 8月   | 1981年 5月   | 2003年 2月      | スクラップとして廃棄             | スクラップとして廃棄             | スクラップとして廃棄                                     | スクラップとして廃棄             | スクラップとして廃棄             | スクラップとして廃棄             |               |
| 短           | FFG-15       | エストシン USS Estocin                                    | バス鉄工所               | 1979年 4月   | 1981年 1月   | 2003年 4月      | トルコ                           | F 497                            | ギョクス Göksu                                           | 2003年 4月                       |                                  |                                  |               |
| 短           | FFG-16       | クリフトン・スプレイグ USS Clifton Sprague                | バス鉄工所               | 1979年 7月   | 1981年 3月   | 1995年 6月      | トルコ                           | F 490                            | ガズィアンテプ Gaziantep                                 | 1997年 8月                       |                                  |                                  |               |
| 短           | FFG-17       | FFG-01 アデレード HMAS Adelaide アデレード級              | トッド造船所, シアトル   | 1977年 7月   | 1980年 11月  | 2008年 1月19日  | 2011年4月、海没処分し漁礁に      | 2011年4月、海没処分し漁礁に      | 2011年4月、海没処分し漁礁に                              | 2011年4月、海没処分し漁礁に      | 2011年4月、海没処分し漁礁に      | 2011年4月、海没処分し漁礁に      |               |
| 短           | FFG-18       | FFG-02 キャンベラ HMAS Canberra アデレード級              | トッド造船所, シアトル   | 1978年 3月   | 1981年 3月   | 2005年 11月12日 | 2009年10月、海没処分し漁礁に     | 2009年10月、海没処分し漁礁に     | 2009年10月、海没処分し漁礁に                             | 2009年10月、海没処分し漁礁に     | 2009年10月、海没処分し漁礁に     | 2009年10月、海没処分し漁礁に     |               |
| 短           | FFG-19       | ジョン・A・ムーア USS John A. Moore                       | トッド造船所, サンペドロ | 1978年 12月  | 1981年 11月  | 2000年 9月      | トルコ                           | F 495                            | ゲティズ Gediz                                           | 2000年 9月                       |                                  |                                  |               |
| 短           | FFG-20       | アントリム USS Antrim                                     | トッド造船所, シアトル   | 1978年 6月   | 1981年 9月   | 1996年 5月      | トルコ                           | F 491                            | ギレスン Giresun                                         | 1997年 8月                       |                                  |                                  |               |
| 短           | FFG-21       | フラットレイ USS Flatley                                  | バス鉄工所               | 1979年 11月  | 1981年 6月   | 1996年 5月      | トルコ                           | F 492                            | ゲムリク Gemlik                                          | 2001年 10月                      |                                  |                                  |               |
| 短           | FFG-22       | ファーリオン USS Fahrion                                  | トッド造船所, シアトル   | 1978年 12月  | 1982年 1月   | 1998年 3月      | エジプト                         | F 901                            | Sharm El-Sheik                                           | 1998年 3月                       |                                  |                                  |               |
| 短           | FFG-23       | ルイス・B・プラー USS Lewis B. Puller                     | トッド造船所, サンペドロ | 1979年 5月   | 1982年 4月   | 1998年 9月      | エジプト                         | F 906                            | トシュカ Toushka                                         | 1998年 9月                       |                                  |                                  |               |
| 短           | FFG-24       | ジャック・ウィリアムズ USS Jack Williams                  | バス鉄工所               | 1980年 2月   | 1981年 9月   | 1996年 9月      | バーレーン                       | 90                               | ソパン (Sabha)                                           | 1996年 9月                       |                                  |                                  |               |
| 短           | FFG-25       | コープランド USS Copeland                                 | トッド造船所, サンペドロ | 1979年 10月  | 1982年 8月   | 1996年 9月      | エジプト                         | F 911                            | アレクサンドリア Alexandria                              | 1996年 9月                       |                                  |                                  |               |
| 短           | FFG-26       | ギャラリー USS Gallery                                    | バス鉄工所               | 1980年 5月   | 1981年 12月  | 1996年 6月      | エジプト                         | F 916                            | タバ Taba                                                | 1996年 9月                       |                                  |                                  |               |
| 短           | FFG-27       | マーロン・S・ティスデイル USS Mahlon S. Tisdale           | トッド造船所, サンペドロ | 1980年 3月   | 1982年 11月  | 1996年 9月      | トルコ                           | F 494                            | ギョクチェアダ Gokceada                                  | 1999年 4月                       |                                  |                                  |               |
| 長           | FFG-28       | ブーン USS Boone                                          | トッド造船所, シアトル   | 1979年 3月   | 1982年 5月   | 2012年 2月23日  | 2022年9月、実艦的として海没処分  | 2022年9月、実艦的として海没処分  | 2022年9月、実艦的として海没処分                          | 2022年9月、実艦的として海没処分  | 2022年9月、実艦的として海没処分  | 2022年9月、実艦的として海没処分  |               |
| 長           | FFG-29       | スティーブン・W・グローブス USS Stephen W. Groves         | バス鉄工所               | 1980年 9月   | 1982年 4月   | 2012年 2月24日  | スクラップとして廃棄             | スクラップとして廃棄             | スクラップとして廃棄                                     | スクラップとして廃棄             | スクラップとして廃棄             | スクラップとして廃棄             |               |
| 短           | FFG-30       | リード USS Reid                                           | トッド造船所, サンペドロ | 1980年 10月  | 1983年 2月   | 1998年 9月      | トルコ                           | F 493                            | ゲリボル Gelibolu                                        | 1999年 1月                       |                                  |                                  |               |
| 短           | FFG-31       | スターク USS Stark                                        | トッド造船所, シアトル   | 1979年 8月   | 1982年 10月  | 1999年 5月      | スクラップとして廃棄             | スクラップとして廃棄             | スクラップとして廃棄                                     | スクラップとして廃棄             | スクラップとして廃棄             | スクラップとして廃棄             |               |
| 長           | FFG-32       | ジョン・L・ホール USS John L. Hall                        | バス鉄工所               | 1981年 1月   | 1982年 6月   | 2012年 3月9日   | スクラップとして廃棄             | スクラップとして廃棄             | スクラップとして廃棄                                     | スクラップとして廃棄             | スクラップとして廃棄             | スクラップとして廃棄             |               |
| 長           | FFG-33       | ジャレット USS Jarrett                                    | トッド造船所, サンペドロ | 1981年 2月   | 1983年 7月   | 2011年5 月      | スクラップとして廃棄             | スクラップとして廃棄             | スクラップとして廃棄                                     | スクラップとして廃棄             | スクラップとして廃棄             | スクラップとして廃棄             |               |
| 短           | FFG-34       | オーブリー・フィッチ USS Aubrey Fitch                     | バス鉄工所               | 1981年 4月   | 1982年 10月  | 1997年 12月     | スクラップとして廃棄             | スクラップとして廃棄             | スクラップとして廃棄                                     | スクラップとして廃棄             | スクラップとして廃棄             | スクラップとして廃棄             |               |
| 短           | FFG-35       | FFG-03 シドニー HMAS Sydney アデレード級                  | トッド造船所, シアトル   | 1980年 1月   | 1983年 1月   | 2015年 11月7日  | スクラップとして廃棄             | スクラップとして廃棄             | スクラップとして廃棄                                     | スクラップとして廃棄             | スクラップとして廃棄             | スクラップとして廃棄             |               |
| 長           | FFG-36       | アンダーウッド USS Underwood                              | バス鉄工所               | 1981年 7月   | 1983年 1月   | 2013年 2月15日  | スクラップとして廃棄             | スクラップとして廃棄             | スクラップとして廃棄                                     | スクラップとして廃棄             | スクラップとして廃棄             | スクラップとして廃棄             |               |
| 長           | FFG-37       | クロメリン USS Crommelin                                  | トッド造船所, シアトル   | 1980年 5月   | 1983年 6月   | 2012年 10月     | 2016年7月、実艦的として海没処分  | 2016年7月、実艦的として海没処分  | 2016年7月、実艦的として海没処分                          | 2016年7月、実艦的として海没処分  | 2016年7月、実艦的として海没処分  | 2016年7月、実艦的として海没処分  |               |
| 長           | FFG-38       | カーツ USS Curts                                          | トッド造船所, サンペドロ | 1981年 7月   | 1983年 10月  | 2013年 1月25日  | 2020年9月、実艦的として海没処分  | 2020年9月、実艦的として海没処分  | 2020年9月、実艦的として海没処分                          | 2020年9月、実艦的として海没処分  | 2020年9月、実艦的として海没処分  | 2020年9月、実艦的として海没処分  |               |
| 長           | FFG-39       | ドイル USS Doyle                                          | バス鉄工所               | 1981年 10月  | 1983年 5月   | 2011年 7月      | スクラップとして廃棄             | スクラップとして廃棄             | スクラップとして廃棄                                     | スクラップとして廃棄             | スクラップとして廃棄             | スクラップとして廃棄             |               |
| 長           | FFG-40       | ハリバートン USS Halyburton                               | トッド造船所, シアトル   | 1980年 9月   | 1984年 1月   | 2014年 9月4日   | 記念艦として保存するか検討中。   | 記念艦として保存するか検討中。   | 記念艦として保存するか検討中。                           | 記念艦として保存するか検討中。   | 記念艦として保存するか検討中。   | 記念艦として保存するか検討中。   |               |
| 長           | FFG-41       | マクラスキー USS McClusky                                 | トッド造船所, サンペドロ | 1981年 10月  | 1983年 12月  | 2015年 1月14日  | 2018年7月、実艦的として海没処分  | 2018年7月、実艦的として海没処分  | 2018年7月、実艦的として海没処分                          | 2018年7月、実艦的として海没処分  | 2018年7月、実艦的として海没処分  | 2018年7月、実艦的として海没処分  |               |
| 長           | FFG-42       | クラクリング USS Klakring                                 | バス鉄工所               | 1982年 2月   | 1983年 8月   | 2013年 3月22日  | 外国軍への売却のため係留中       | 外国軍への売却のため係留中       | 外国軍への売却のため係留中                               | 外国軍への売却のため係留中       | 外国軍への売却のため係留中       | 外国軍への売却のため係留中       |               |
| 長           | FFG-43       | サッチ USS Thach                                          | トッド造船所, サンペドロ | 1981年 3月   | 1983年 3月   | 2013年 11月1日  | 2016年7月、実艦的として海没処分  | 2016年7月、実艦的として海没処分  | 2016年7月、実艦的として海没処分                          | 2016年7月、実艦的として海没処分  | 2016年7月、実艦的として海没処分  | 2016年7月、実艦的として海没処分  |               |
| 長           | FFG-44       | FFG-04 ダーウィン HMAS Darwin アデレード級                | トッド造船所, シアトル   | 1981年 7月   | 1984年 7月   | 2017年 12月9日  | 記念艦として保存するか検討中。   | 記念艦として保存するか検討中。   | 記念艦として保存するか検討中。                           | 記念艦として保存するか検討中。   | 記念艦として保存するか検討中。   | 記念艦として保存するか検討中。   |               |
| 長           | FFG-45       | ド・ワート USS De Wert                                    | バス鉄工所               | 1982年 6月   | 1983年 11月  | 2014年 4月4日   | 外国軍への売却のため係留中       | 外国軍への売却のため係留中       | 外国軍への売却のため係留中                               | 外国軍への売却のため係留中       | 外国軍への売却のため係留中       | 外国軍への売却のため係留中       |               |
| 長           | FFG-46       | レンツ USS Rentz                                          | トッド造船所, サンペドロ | 1982年 9月   | 1984年 6月   | 2014年 3月10日  | 2016年9月、実艦的として海没処分  | 2016年9月、実艦的として海没処分  | 2016年9月、実艦的として海没処分                          | 2016年9月、実艦的として海没処分  | 2016年9月、実艦的として海没処分  | 2016年9月、実艦的として海没処分  |               |
| 長           | FFG-47       | ニコラス USS Nicholas                                     | バス鉄工所               | 1982年 9月   | 1984年 3月   | 2014年 3月10日  | スクラップとして廃棄             | スクラップとして廃棄             | スクラップとして廃棄                                     | スクラップとして廃棄             | スクラップとして廃棄             | スクラップとして廃棄             |               |
| 長           | FFG-48       | ヴァンデグリフト USS Vandegrift                           | トッド造船所, シアトル   | 1981年 10月  | 1984年 11月  | 2015年 2月19日  | 2022年6月、実艦的として海没処分  | 2022年6月、実艦的として海没処分  | 2022年6月、実艦的として海没処分                          | 2022年6月、実艦的として海没処分  | 2022年6月、実艦的として海没処分  | 2022年6月、実艦的として海没処分  |               |
| 長           | FFG-49       | ロバート・G・ブラッドレイ USS Robert G. Bradley           | バス鉄工所               | 1982年 12月  | 1984年 6月   | 2014年 3月28日  | バーレーン                       |                                  |                                                          |                                  |                                  |                                  |               |
| 長           | FFG-50       | テイラー USS Taylor                                       | バス鉄工所               | 1983年 5月   | 1984年 12月  | 2015年 5月8日   | 台湾                             | PFG-1112                         | 銘傳                                                     | 2018年 11月8日                   |                                  |                                  |               |
| 長           | FFG-51       | ゲイリー USS Gary                                         | トッド造船所, サンペドロ | 1982年 12月  | 1984年 11月  | 2015年 7月23日  | 台湾                             | PFG-1115                         | 逢甲                                                     | 2018年 11月8日                   |                                  |                                  |               |
| 長           | FFG-52       | カー USS Carr                                             | トッド造船所, シアトル   | 1982年 3月   | 1985年 7月   | 2013年 3月13日  | 台湾への売却を検討中             | 台湾への売却を検討中             | 台湾への売却を検討中                                     | 台湾への売却を検討中             | 台湾への売却を検討中             | 台湾への売却を検討中             |               |
| 長           | FFG-53       | ハウズ USS Hawes                                          | バス鉄工所               | 1983年 8月   | 1985年 2月   | 2010年 12月10日 | スクラップとして廃棄             | スクラップとして廃棄             | スクラップとして廃棄                                     | スクラップとして廃棄             | スクラップとして廃棄             | スクラップとして廃棄             |               |
| 長           | FFG-54       | フォード USS Ford                                         | トッド造船所, サンペドロ | 1983年 7月   | 1985年 6月   | 2013年 10月31日 | 2019年10月、実艦的として海没処分 | 2019年10月、実艦的として海没処分 | 2019年10月、実艦的として海没処分                         | 2019年10月、実艦的として海没処分 | 2019年10月、実艦的として海没処分 | 2019年10月、実艦的として海没処分 |               |
| 長           | FFG-55       | エルロッド USS Elrod                                      | バス鉄工所               | 1983年 11月  | 1985年 5月   | 2015年 1月      | 台湾への売却を検討中             | 台湾への売却を検討中             | 台湾への売却を検討中                                     | 台湾への売却を検討中             | 台湾への売却を検討中             | 台湾への売却を検討中             |               |
| 長           | FFG-56       | シンプソン USS Simpson                                    | バス鉄工所               | 1984年 2月   | 1985年 11月  | 2015年 9月29日  | 外国軍等への売却のため係留中     | 外国軍等への売却のため係留中     | 外国軍等への売却のため係留中                             | 外国軍等への売却のため係留中     | 外国軍等への売却のため係留中     | 外国軍等への売却のため係留中     |               |
| 長           | FFG-57       | ルーベン・ジェームズ USS Reuben James                     | トッド造船所, サンペドロ | 1983年 11月  | 1986年 3月   | 2013年 8月1日   | 2016年1月、実艦的として海没処分  | 2016年1月、実艦的として海没処分  | 2016年1月、実艦的として海没処分                          | 2016年1月、実艦的として海没処分  | 2016年1月、実艦的として海没処分  | 2016年1月、実艦的として海没処分  |               |
| 長           | FFG-58       | サミュエル・B・ロバーツ USS Samuel B. Roberts             | バス鉄工所               | 1984年 5月   | 1986年 4月   | 2015年 5月22日  | スクラップとして廃棄             | スクラップとして廃棄             | スクラップとして廃棄                                     | スクラップとして廃棄             | スクラップとして廃棄             | スクラップとして廃棄             |               |
| 長           | FFG-59       | カウフマン USS Kauffman                                   | バス鉄工所               | 1985年 4月   | 1987年 2月   | 2015年 9月18日  | 外国軍等への売却のため係留中     | 外国軍等への売却のため係留中     | 外国軍等への売却のため係留中                             | 外国軍等への売却のため係留中     | 外国軍等への売却のため係留中     | 外国軍等への売却のため係留中     |               |
| 長           | FFG-60       | ロドニー・M・デイヴィス USS Rodney M. Davis               | トッド造船所, サンペドロ | 1982年 10月  | 1987年 5月   | 2015年 1月23日  | 2022年7月、実艦的として海没処分  | 2022年7月、実艦的として海没処分  | 2022年7月、実艦的として海没処分                          | 2022年7月、実艦的として海没処分  | 2022年7月、実艦的として海没処分  | 2022年7月、実艦的として海没処分  |               |
| 長           | FFG-61       | イングラハム USS Ingraham                                 | トッド造船所, サンペドロ | 1987年 3月   | 1989年 8月   | 2014年 11月12日 | 2021年8月、実艦的として海没処分  | 2021年8月、実艦的として海没処分  | 2021年8月、実艦的として海没処分                          | 2021年8月、実艦的として海没処分  | 2021年8月、実艦的として海没処分  | 2021年8月、実艦的として海没処分  |               |

### アメリカ国外でライセンス生産で建造された艦

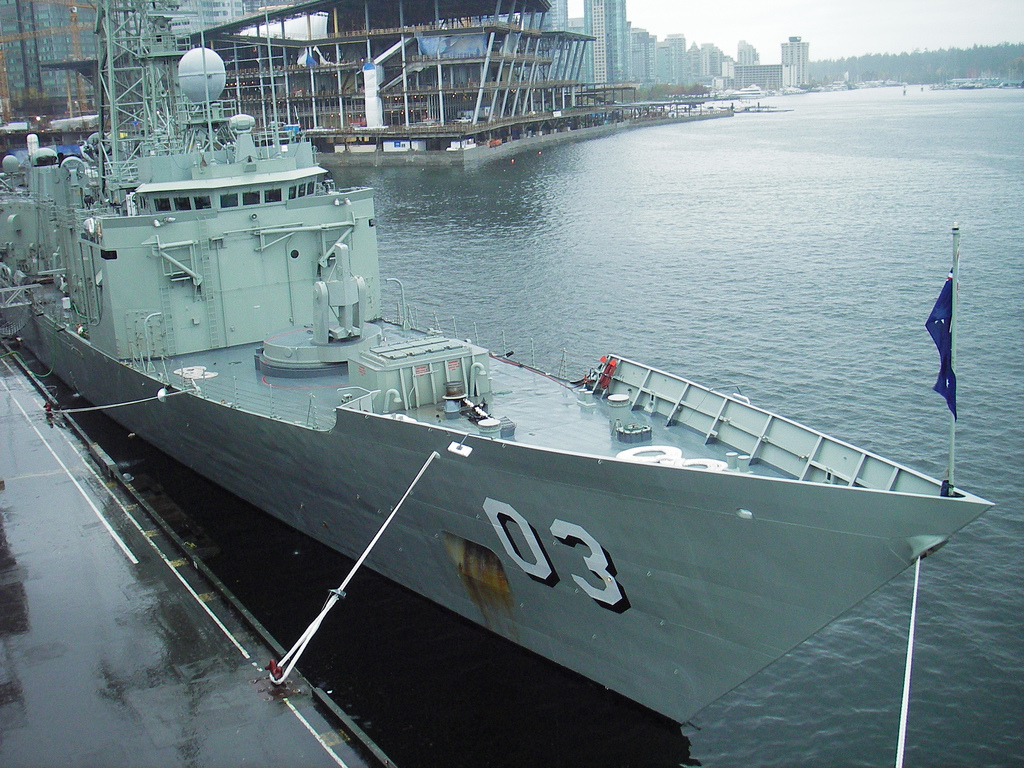
オーストラリア海軍の「シドニー」
Mk.41 VLSを追加搭載した状態

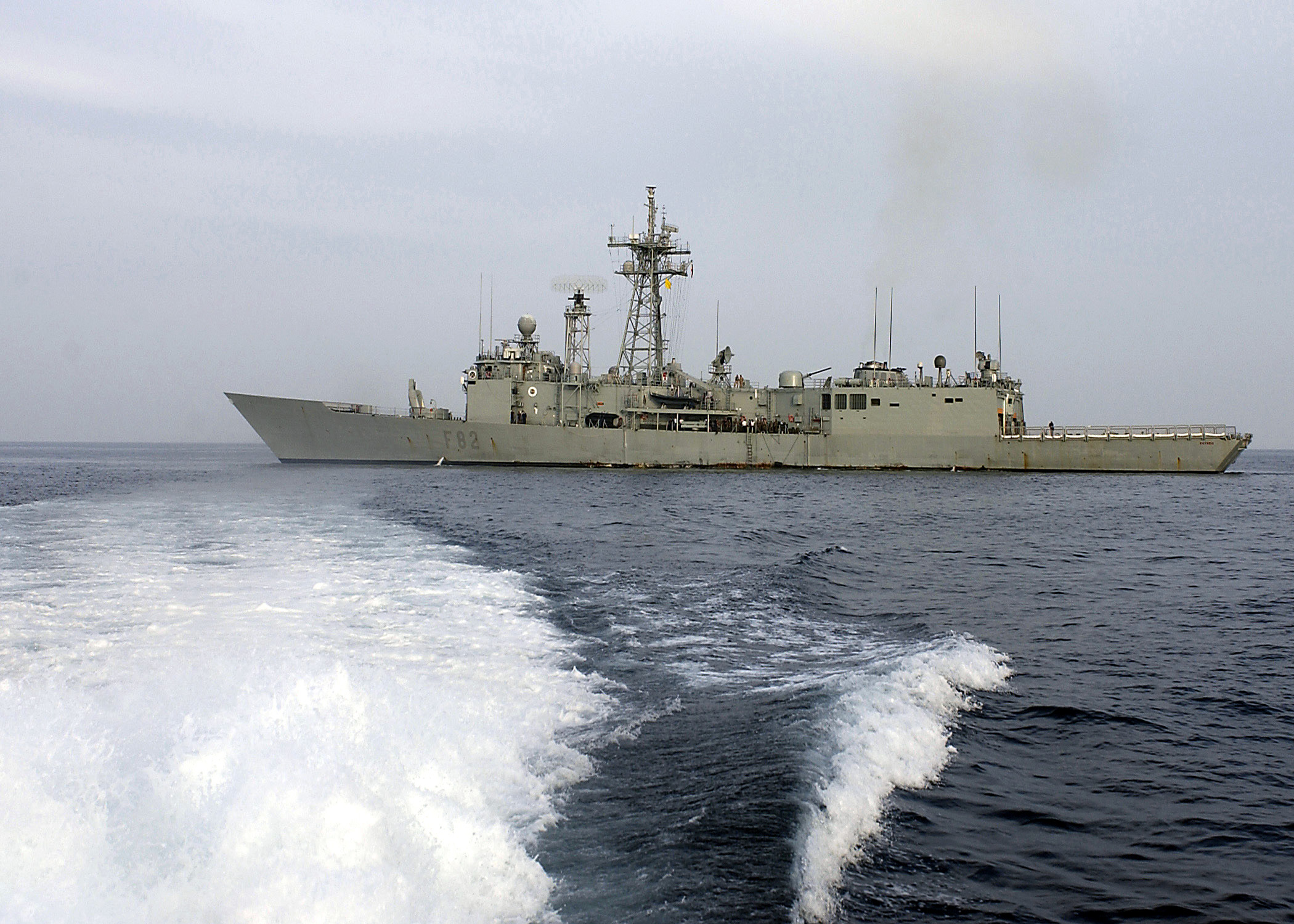
スペイン海軍の「ビクトリア」
後部格納庫上のCIWSが国産の メロカ 20mmCIWS　となっている

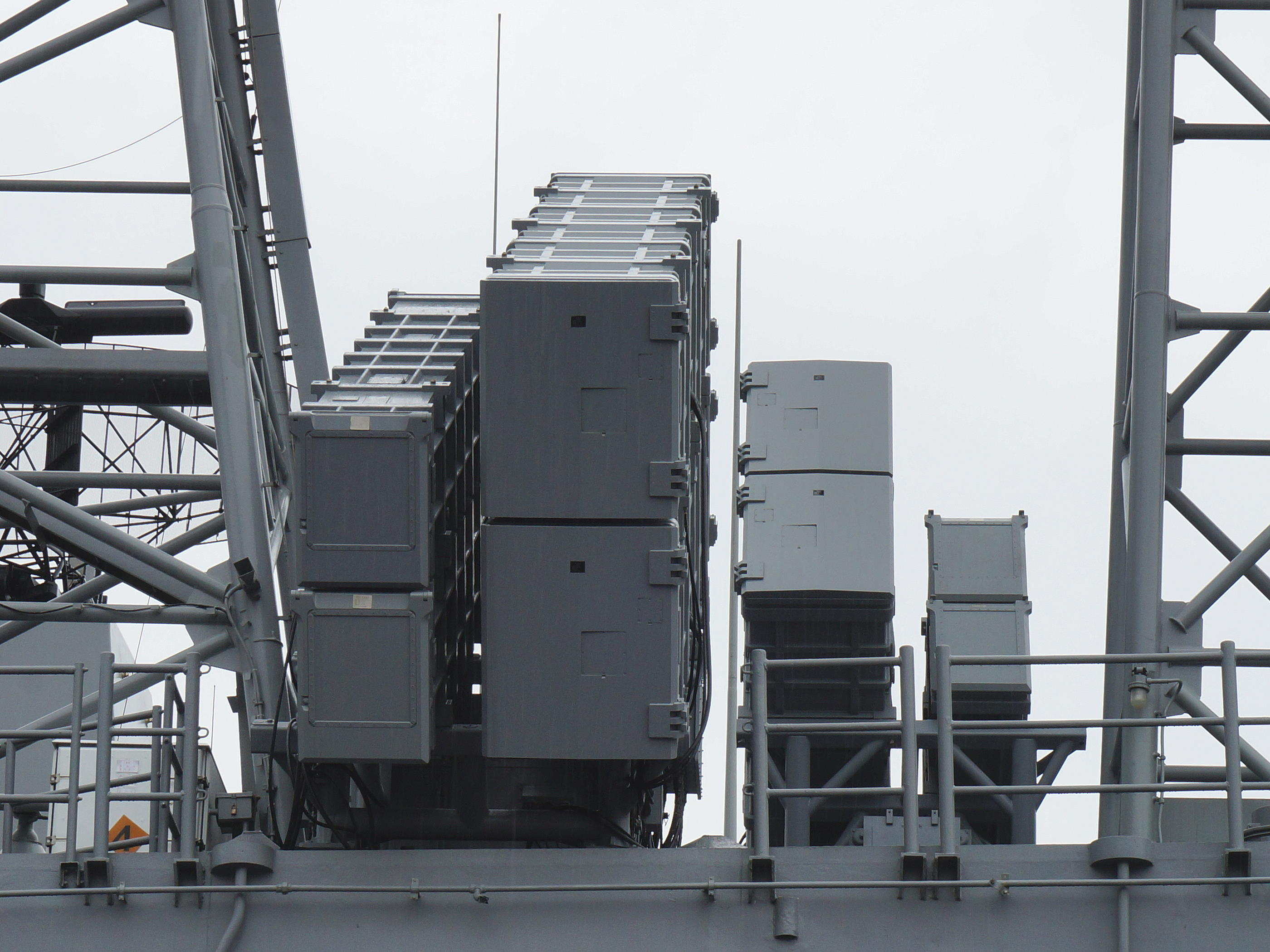
成功級フリゲートの上構。国産の雄風II型（両端の小形の発射筒）、雄風III型（中央の大形の発射筒）SSMを搭載する。

オーストラリア海軍
上記4隻を購入した他、2隻をライセンス生産して1980年から運用した。
初期に購入した2隻は2005年と2008年に退役したが、残る4隻はSEA 1390改修によりMk 13 GMLSの改修、Mk 41 VLSの追加装備、Mk 92 FCSの改修によってSM-2MRおよびESSMの運用能力を付与する近代化改修を受けた。2019年10月26日のメルボルン (HMAS Melbourne, FFG 05) を最後に、全艦退役した。
 スペイン海軍
6隻をライセンス生産し、1986年より運用中。これはSQR-19 TACTASSが輸出された初の例であった。
CIWSはスペイン国産のメロカ20mmCIWSを搭載している。
 台湾海軍
8隻をライセンス生産し、1993年より運用中。国産の雄風II型・雄風III型艦対艦ミサイル（SSM）各4基、ボフォース350PX 40mm単装機関砲2門を艦橋に装備する。Mk 13 GMLSはSM-1MRの運用に特化している。

### 退役艦を購入して運用

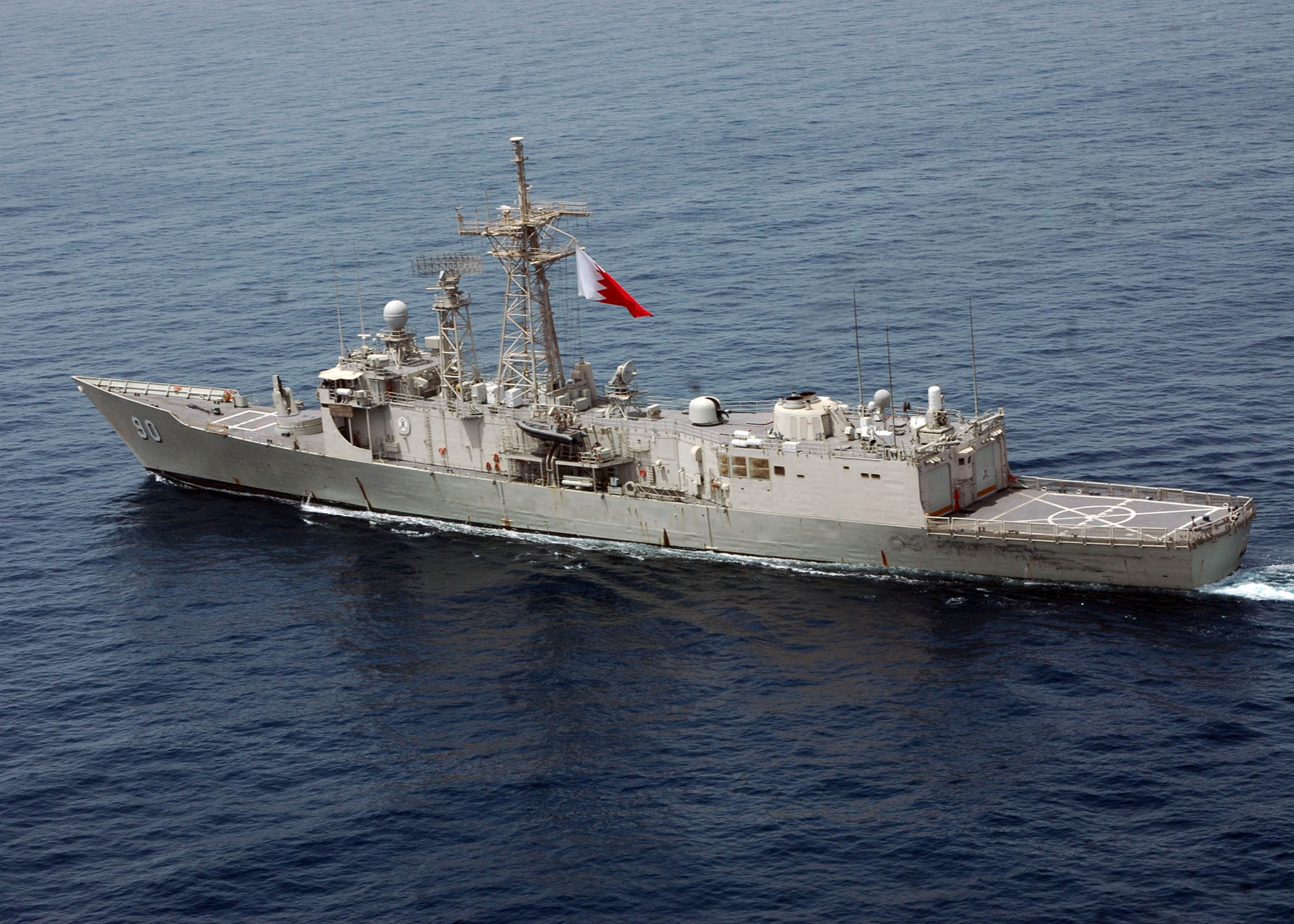
バーレーン海軍の「サバー」

バーレーン海軍
アメリカ海軍を退役したジャック・ウィリアムズ (FFG-24)を購入し、1996年よりソパン（Sabha）として運用中。
 エジプト海軍
アメリカ海軍の退役艦4隻を購入し、1996年より運用中。
 トルコ海軍
アメリカ海軍の退役艦8隻を購入し、1997年より運用中。なお、Mk 41 VLS（8セル）の追加装備、Mk 92 FCSの改修によるESSM運用能力の付与、3次元レーダーの搭載、リンク 16への対応などを含む近代化改修が計画されている。
 ポーランド海軍
2002年と2003年に、アメリカ海軍の退役艦1隻ずつを購入し、運用中。
 パキスタン海軍
6隻を取得したいという意向を示しており、2010年8月にマッキナニー (FFG-8)の引渡しを受け、同日「アラムジル」という艦名で就役した。
 中華民国海軍
2014年12月4日、アメリカ上院は本級の4隻(テイラー, カー, ゲイリー, エルロッド)を台湾へ売却する内容を含む法案を可決した。この内、テイラーは銘傳（PFG-1112）、ゲイリーは逢甲（PFG-1115）として2017年5月に中華民国海軍に引き渡され、2018年11月に正式に就役した。
 チリ海軍
2020年に、オーストラリア海軍を退役したアデレード級フリゲート「メルボルン」と「ニューカッスル」をヤコブ・ファン・ヘームスケルク級フリゲートの後継艦として購入し、それぞれ「アルミランテ・ラトーレ」「カピタン・プラット」と改名し就役させた。

### 退役艦購入を検討
ウクライナ海軍
2009年頃、マクラスキー、シンプソン、ロドニー・M・デイヴィスの3隻を購入の調停がなされていた。しかし経済状態が悪化したため、マクラスキーはメキシコ海軍に転売、ロドニー・M・デイヴィスは実艦的にされるなど事態は流動的である。
 メキシコ海軍
ウクライナ海軍が買い取る予定だったマクラスキーを引き取り、僚下にて運用予定となっていた。しかし政治的理由でキャンセルされ、マクラスキーは実艦的として処分された。

## 登場作品

### 映画
『キャプテン・フィリップス』
「ハリバートン」が登場。ソマリア沖の海賊に拉致されたフィリップス船長の救出作戦に従事する、アーレイ・バーク級ミサイル駆逐艦「ベインブリッジ」を支援する。
『レッド・オクトーバーを追え!』
「ルーベン・ジェームズ」が登場。原子炉の異常で総員退艦を行うため洋上へ浮上した、架空のタイフーン型原子力潜水艦「レッド・オクトーバー」を拿捕しようと接近する。

### 小説
『レッド・ストーム作戦発動』
「ルーベン・ジェームズ」が主人公の乗艦として登場。大西洋での護衛作戦などの描写において中心的な役割を担う。

### ゲーム
『Wargame Red Dragon』
NATO陣営で使用可能なフリゲートとして「オリバー・ハザード・ペリー」が登場する。
『World in Conflict』
パインバレー攻防戦やシアトル攻防戦において、前者は沖合に停泊しているアイオワ級戦艦「ミズーリ」の護衛艦として、後者は艦隊の1隻として、マップ外部に配置されている。
『エースコンバット5』
オーシア海軍の艦艇として登場。
『大戦略シリーズ』
『バトルフィールドシリーズ』
『BFBC2』
マルチプレイの一部マップにオブジェクトとして登場する。
『BF3』
キャンペーンのムービー中に登場し、アーレイ・バーク級ミサイル駆逐艦とともに洋上を航行する。